# 接着の日
接着の日（せっちゃくのひ）は、日本の接着剤メーカーによる業界団体である日本接着剤工業会（東京都千代田区）が2010年に制定した記念日。「くっつく」の語呂合わせから、9月29日となっている。

## 制定
一般消費者や取引先企業などに対し接着剤を知ってもらう機会を作り、正しい接着剤の機能・技術・ 役割などの情報提供と啓発により、接着関連業界の活性化を図る為に制定。

## 接着の日イベント
2010年度、接着の日を記念してスリーボンドが、接着の日イベントと称してスリーボンドくっつく大賞を実施している。くっつけたいものを一般公募によって募集し、大賞を決定、発表。くっつく大使に東尾理子。くっつくスーパバイザーに東尾修。くっつけ隊に「THE ポッシボー」が任命されている。